# Jean Latrobe
Pour les articles homonymes, voir Bonneval et La Trobe.
 Jean Latrobe dit Jean Henri Bonneval La Trobe ou Henri Bonneval La Trobe ou encore Jean Bonneval La Trobe, (né en 1670 - mort entre 1760 et 1765) est un exilé huguenot, ayant quitté la France à la suite de la révocation de l'édit de Nantes en 1685. Il est à l'origine d'une descendance importante.

## Biographie

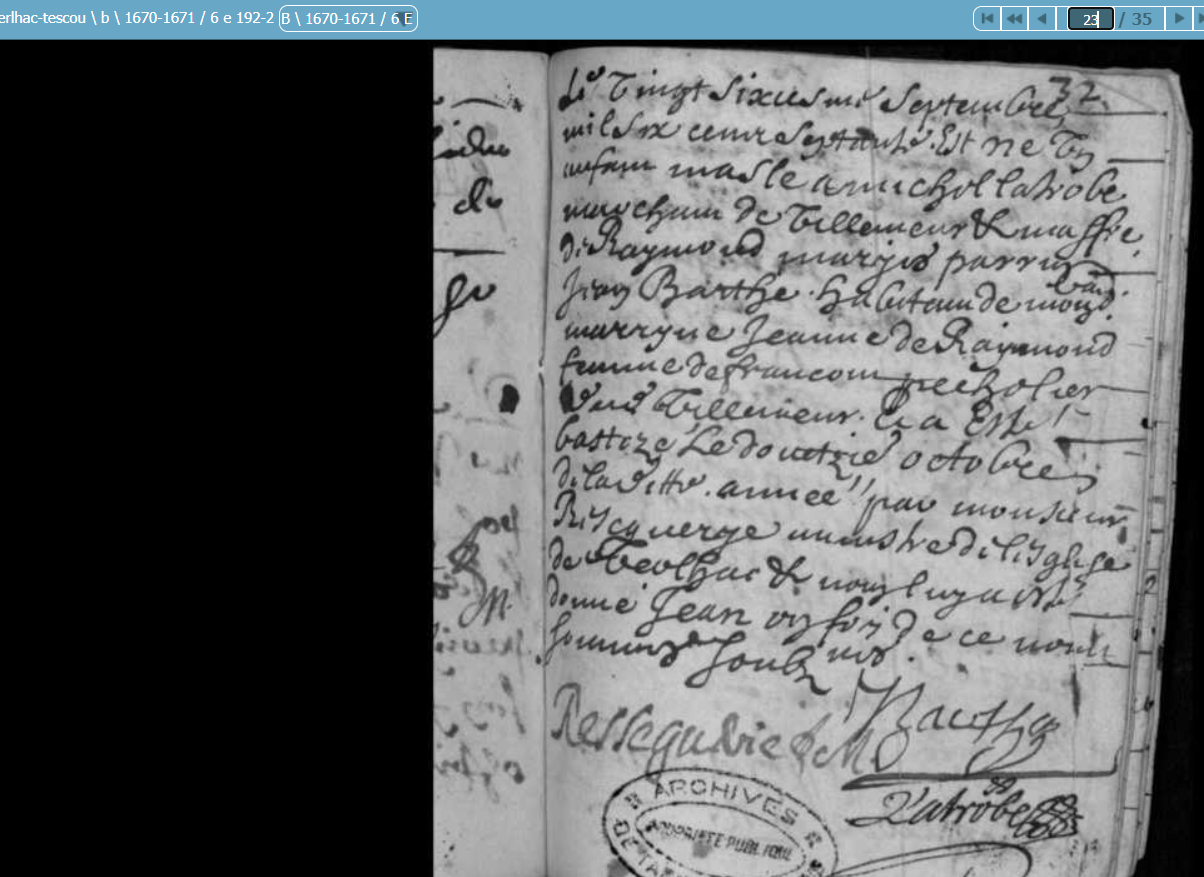
Acte de naissance de Jean Henri Latrobe.

Jean Henri Latrobe naît le 26 septembre 1670 à Villemur de l'union de deux familles protestantes. Il est baptisé protestant le 12 octobre 1670 à Verlhac.
En 1685, à la suite de la révocation de l'édit de Nantes, il s'exile vers les Pays-Bas.
En 1688, il émigre en Angleterre.
En 1690, il rejoint les forces du roi protestant de l'Angleterre, Guillaume III ou Guillaume d'Orange.  Il participe à la bataille de la Boyne, qui eut lieu en Irlande, près de la ville de Drogheda sur les bords de la rivière Boyne, le 12 juillet 1690 au cours de la Glorieuse Révolution et s'achèva par la victoire des forces de Guillaume d'Orange sur celles du roi catholique Jacques II d'Angleterre, son prédécesseur.
Blessé au combat, il devint invalide de guerre et s'installa à Dublin.
Entre 1715 et 1730, il fut fabricant de lin à Waterford en Irlande.
Il est mort entre 1760 et 1765, il est enterré à Dublin.